# Prosecen, Varna
Prosecen (în bulgară Просечен) este un sat în comuna Suvorovo, regiunea Varna,  Bulgaria. 

## Demografie
Componența etnică a satului Prosecen
     Nicio identificare (100%)
     Altele (0%)
La recensământul din 2011, populația satului Prosecen era de 21 locuitori. . Pentru 100% din locuitori nu este cunoscută apartenența etnică.